# Artemisia chienshanica
Artemisia chienshanica — вид квіткових рослин з родини айстрових (Asteraceae). Поширення: Китай (провінція Ляонін). Населяє пагорби, схили.

## Біоморфологічна характеристика
Це напівкущик заввишки 25 см або більше, коричнево або жовтувато-повстяний або ± голий. Найбільш нижнє листя на ніжках 1–3 см; листова пластинка яйцеподібна або оберненояйцеподібна, 7–8 × 5–7.5 см, 2- або 3-перисторозсічена або роздільна; сегменти 4(або 5) пар; часточки (1 або) 2 пари, ланцетні, лінійні або лінійно-ланцетні. Середнє стеблове листя на ніжках 0.5–1 см; листова пластинка яйцеподібна або широкояйцеподібна, 2-перисторозсічена; сегменти 2 або 3 (або 4) пари; частки вузьколінійні або лінійно-ланцетні, 5–15 × 1–1.5 мм. Найбільш верхнє листя та листоподібні приквітки перисто-розсічені або трироздільні. Синцвіття — широка, сильно розгалужена волоть. Обгортка довгаста, 1–1.5 мм у діаметрі; листочки обгортки загорнуті на верхівці. Крайових жіночих квіточок 5–7. Дискових квіточок 5 або 6, чоловічі. Сім'янка довгаста. Цвітіння та плодіння: серпень — жовтень.